# گلوستروپ، کمون دانمارک
گلوستروپ (دانمارکی: Glostrup Kommune) یک ناحیهٔ شهری و شهرداری در دانمارک است که در استان هوودستادن واقع شده‌است. گلوستروپ ۱۳٫۳۱ کیلومتر مربع مساحت و ۲۲٬۱۵۱ نفر جمعیت دارد.

## خواهرخوانده
شهرهای کوتکا و بخش لاندسکرونا خواهرخوانده‌های گلوستروپ هستند.